# Pjotr Nikolajewitsch Mamonow

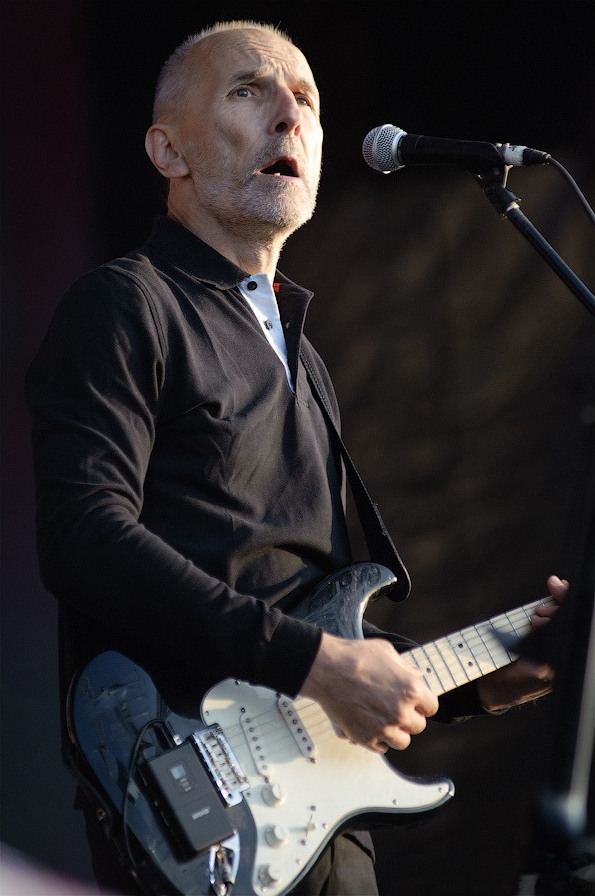
Pjotr Nikolajewitsch Mamonow (2011)

Pjotr Nikolajewitsch Mamonow (russisch Пётр Николаевич Мамонов; * 14. April 1951 in Moskau, Sowjetunion; † 15. Juli 2021 ebenda) war ein sowjetischer bzw. russischer Rockmusiker, Liedermacher und Schauspieler.

## Leben
Als Leiter der Moskauer Band Swuki Mu war Mamonow in den 1980er Jahren einer der wenigen Rockmusiker aus der früheren Sowjetunion, die auch im Ausland Anerkennung fanden. In Westeuropa arbeitete er mit Brian Eno zusammen. In diesen Jahren begann er in Filmen mitzuwirken und im Laufe einer Dekade mehrere Ein-Mann-Theaterperformances für sich zu produzieren und aufzuführen. Zu diesen Aufführungen zählen unter anderem auch eine absurde Verfremdung des Theaterstücks Der Heiratsantrag von Anton Tschechow mit dem Titel Gibt es Leben auf dem Mars? oder der Schokoladen-Puschkin, in welchem er sich auf den Dichter Alexander Puschkin bezieht, ohne aus dessen Werken zu zitieren.
Anfang der 1990er Jahre wandte sich Mamonow dem orthodoxen Glauben zu, zog aus Moskau fort und lebte in einem Dorf. Zu weiteren Dreharbeiten mit Lungin kehrte er 2006 und 2009 wieder nach Moskau zurück.
Mamonow starb in Folge von Komplikationen einer COVID-19-Erkrankung in einem Krankenhaus. Zwei Wochen vor seinem Tod wurde er mit dem Orden der Freundschaft ausgezeichnet.

## Filmrollen
- 1988 spielte Mamonow in Raschid Nugmanows Film Igla die Rolle des Doktors und Drogendealers.
- Der russische Regisseur Pawel Semjonowitsch Lungin gab Mamonow eine der beiden Hauptrollen in seinem 1990 entstandenen Film Taxi Blues, der auch bei den Filmfestspielen von Cannes aufgeführt wurde.
- 1991 spielte Mamonow in Rustam Chamdamows Film Anna Karamazoff.
- 2006 entstand der religiöse Film Ostrov – The Island, der im gleichen Jahr die Filmfestspiele von Venedig abschloss. Der Patriarch von Moskau Alexius II. lobte den Schauspieler für seine Leistung in dem Film. Er wurde mit einem Nika als bester Schauspieler ausgezeichnet.
- 2009 spielte Mamonow in Lungins Film Zar die Rolle Iwans des Schrecklichen.
- 2010 übernahm Mamonow die Rolle des Doktors in Igla remix.